# 總社市
總社市（日语：／ Sōja shi */?）是位於岡山縣中央部的城市。西部和北部位於吉備高原，南部則是丘陵地形，主要市區位於中央高梁川週邊的盆地。當地曾是吉備國的中心地區，吉備分國後成為備中國的國府，也因為市內的總社而以此為當地命名。由於總社市鄰近三菱汽車的水島工廠，境內有許多汽車相關產業的工廠，成為當地最主要的產業。可爾必思、山崎麵包、鈴木株式會社等企業也有在當地設廠。
被認為是桃太郎故事起源的吉備津彦命和鬼神・溫羅之間的戰爭，傳說中溫羅的居城「鬼之城」遺跡便位於此處。

## 历史

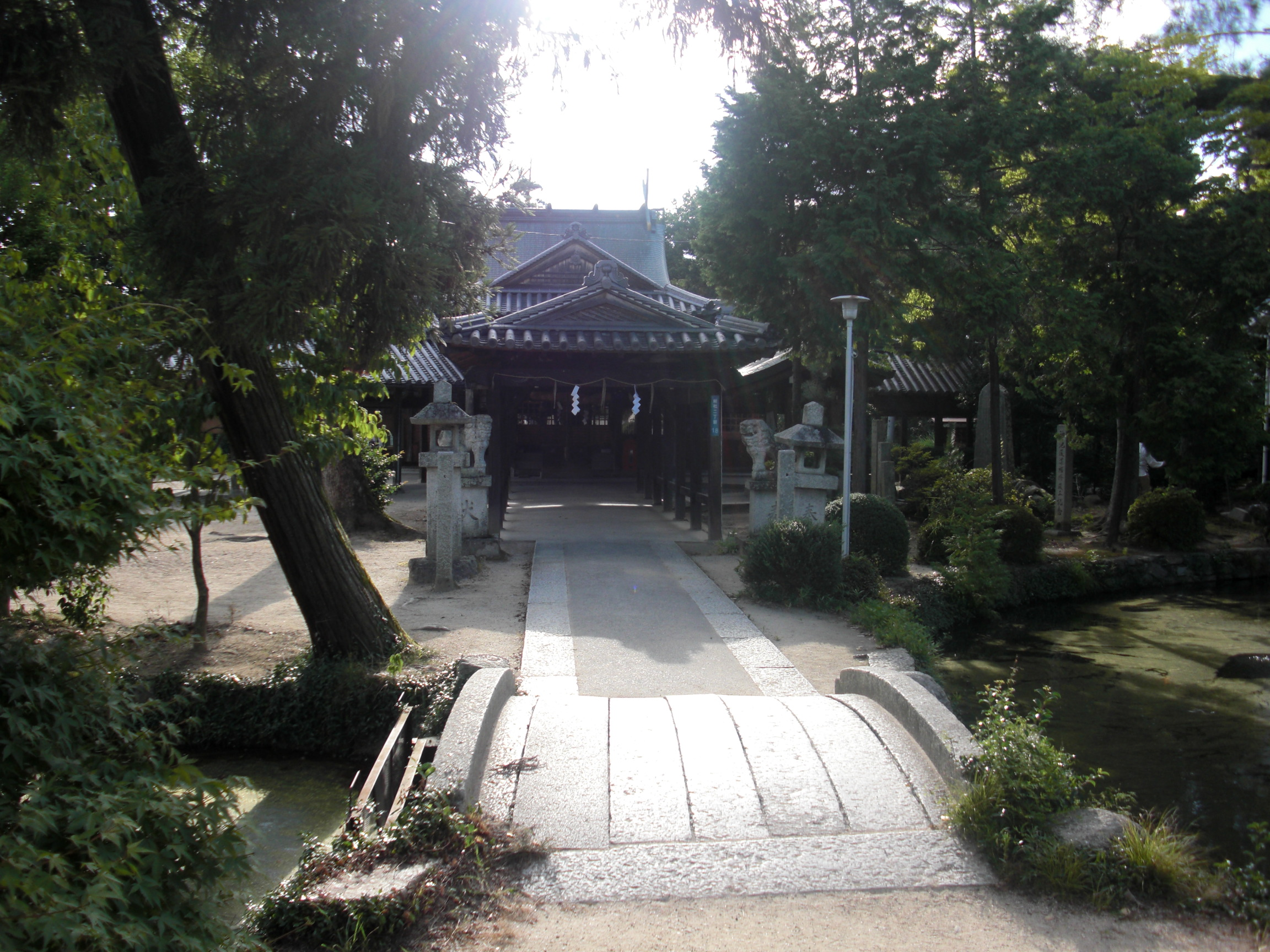
神社「總社」

在5世紀之前，曾是可以與大和王權匹敵古代王國吉備國的政治中心，當時吉備國的勢力包括了現在岡山縣、廣島縣東半部、兵庫縣西部以及瀨戶內海上的島嶼。
663年白江口之战大和朝廷軍大敗之後，在九州及西日本建了大量的山城以預防新羅和唐的進攻，轄區內的鬼之城被認為是在這時期所築。
奈良時代吉備國被分割後，繼續成為備中國國府所在地 。江戶時代先後曾經成為備中松山藩、旗本蒔田氏、淺尾藩、岡田藩、足守藩、岡山藩支藩生坂藩（岡山新田藩）、三須知行所、寶福寺的領地。

### 年表
- 1889年6月1日：實施町村制，現在的轄區在當時分屬：
  - 賀陽郡：總社村、服部村、阿曾村、淺尾村、池田村、曰美村、富山村。
  - 下道郡：新本村、山田村、久代村、下倉村、水內村、秦村、神在村。
  - 窪屋郡：常盤村、三須村、清音村、山手村。
- 1896年2月26日：總社村改制為總社町。[1]
- 1900年4月1日：
  - 賀陽郡和下道郡合併為吉備郡
  - 窪屋郡和都宇郡合併為都窪郡。
- 1908年2月11日：總社町和淺尾村合併為新設置的總社町。
- 1951年4月1日：神在村和服部村被併入總社町。
- 1952年4月1日：下倉村、水內村、日美村、富山村合併為昭和町。
- 1954年3月1日：秦村和三須村被併入總社町。
- 1954年3月31日：總社町、新本村、山田村、久代村、池田村、阿曾村、常盤村合併為總社市。
- 1972年4月22日：昭和町被併入總社市。
- 2005年3月22日：總社市、山手村、清音村合併為新設置的總社市。

### 變遷表
| 1889年6月1日  | 1889年 - 1926年          | 1926年 - 1954年         | 1926年 - 1954年         | 1955年 - 1989年          | 1989年 - 現在        | 現在 -               |
| ------------- | ------------------------ | ----------------------- | ----------------------- | ------------------------ | -------------------- | -------------------- |
| 總社町        | 總社町                   | 總社町                  | 1954年3月31日 總社市    | 總社市                   | 2005年3月22日 總社市 | 2005年3月22日 總社市 |
| 淺尾村        | 1908年2月11日 併入總社町 | 總社町                  | 1954年3月31日 總社市    | 總社市                   | 2005年3月22日 總社市 | 2005年3月22日 總社市 |
| 服部村        | 服部村                   | 1951年4月1日 併入總社町 | 1954年3月31日 總社市    | 總社市                   | 2005年3月22日 總社市 | 2005年3月22日 總社市 |
| 神在村        |                          | 1951年4月1日 併入總社町 | 1954年3月31日 總社市    | 總社市                   | 2005年3月22日 總社市 | 2005年3月22日 總社市 |
| 阿曾村        |                          |                         | 1954年3月31日 總社市    | 總社市                   | 2005年3月22日 總社市 | 2005年3月22日 總社市 |
| 池田村        |                          |                         | 1954年3月31日 總社市    | 總社市                   | 2005年3月22日 總社市 | 2005年3月22日 總社市 |
| 新本村        |                          |                         | 1954年3月31日 總社市    | 總社市                   | 2005年3月22日 總社市 | 2005年3月22日 總社市 |
| 山田村        |                          |                         | 1954年3月31日 總社市    | 總社市                   | 2005年3月22日 總社市 | 2005年3月22日 總社市 |
| 久代村        |                          |                         | 1954年3月31日 總社市    | 總社市                   | 2005年3月22日 總社市 | 2005年3月22日 總社市 |
| 常盤村        |                          |                         | 1954年3月31日 總社市    | 總社市                   | 2005年3月22日 總社市 | 2005年3月22日 總社市 |
| 三須村        | 三須村                   | 三須村                  | 1954年3月1日 併入總社町 | 總社市                   | 2005年3月22日 總社市 | 2005年3月22日 總社市 |
| 都窪郡 三須村 |                          |                         | 1954年3月1日 併入總社町 | 總社市                   | 2005年3月22日 總社市 | 2005年3月22日 總社市 |
| 秦村          | 秦村                     | 秦村                    | 1954年3月1日 併入總社町 | 總社市                   | 2005年3月22日 總社市 | 2005年3月22日 總社市 |
| 秦村          | 秦村                     | 1948年4月1日 併入下倉村 | 1952年4月1日 昭和町     | 1972年4月22日 併入總社市 | 2005年3月22日 總社市 | 2005年3月22日 總社市 |
| 下倉村        |                          |                         | 1952年4月1日 昭和町     | 1972年4月22日 併入總社市 | 2005年3月22日 總社市 | 2005年3月22日 總社市 |
| 曰美村        |                          |                         | 1952年4月1日 昭和町     | 1972年4月22日 併入總社市 | 2005年3月22日 總社市 | 2005年3月22日 總社市 |
| 富山村        |                          |                         | 1952年4月1日 昭和町     | 1972年4月22日 併入總社市 | 2005年3月22日 總社市 | 2005年3月22日 總社市 |
| 水內村        |                          |                         | 1952年4月1日 昭和町     | 1972年4月22日 併入總社市 | 2005年3月22日 總社市 | 2005年3月22日 總社市 |
| 清音村        |                          |                         |                         |                          | 2005年3月22日 總社市 | 2005年3月22日 總社市 |
| 山手村        |                          |                         |                         |                          | 2005年3月22日 總社市 | 2005年3月22日 總社市 |

## 行政
歷任市長
1. 竹內洋二（2005年4月18日〜2007年9月3日，任期中因牽涉弊案辭職）
2. 片岡聰一（2007年10月14日〜現任）

## 交通

### 鐵路
- 西日本旅客鐵道
  - 伯備線：（倉敷市） - 清音車站 - 總社車站 - 豪溪車站 - 日羽車站 - 美袋車站 - （高梁市→）
  - 吉備線：（岡山市） - 服部車站 - 東總社車站 - 總社車站
- 井原鐵道
  - 井原線：總社車站 - 清音車站 - （倉敷市→）

|  |  |
|  |  |

### 道路
高速道路
- 岡山自動車道：岡山總社交流道

## 觀光資源

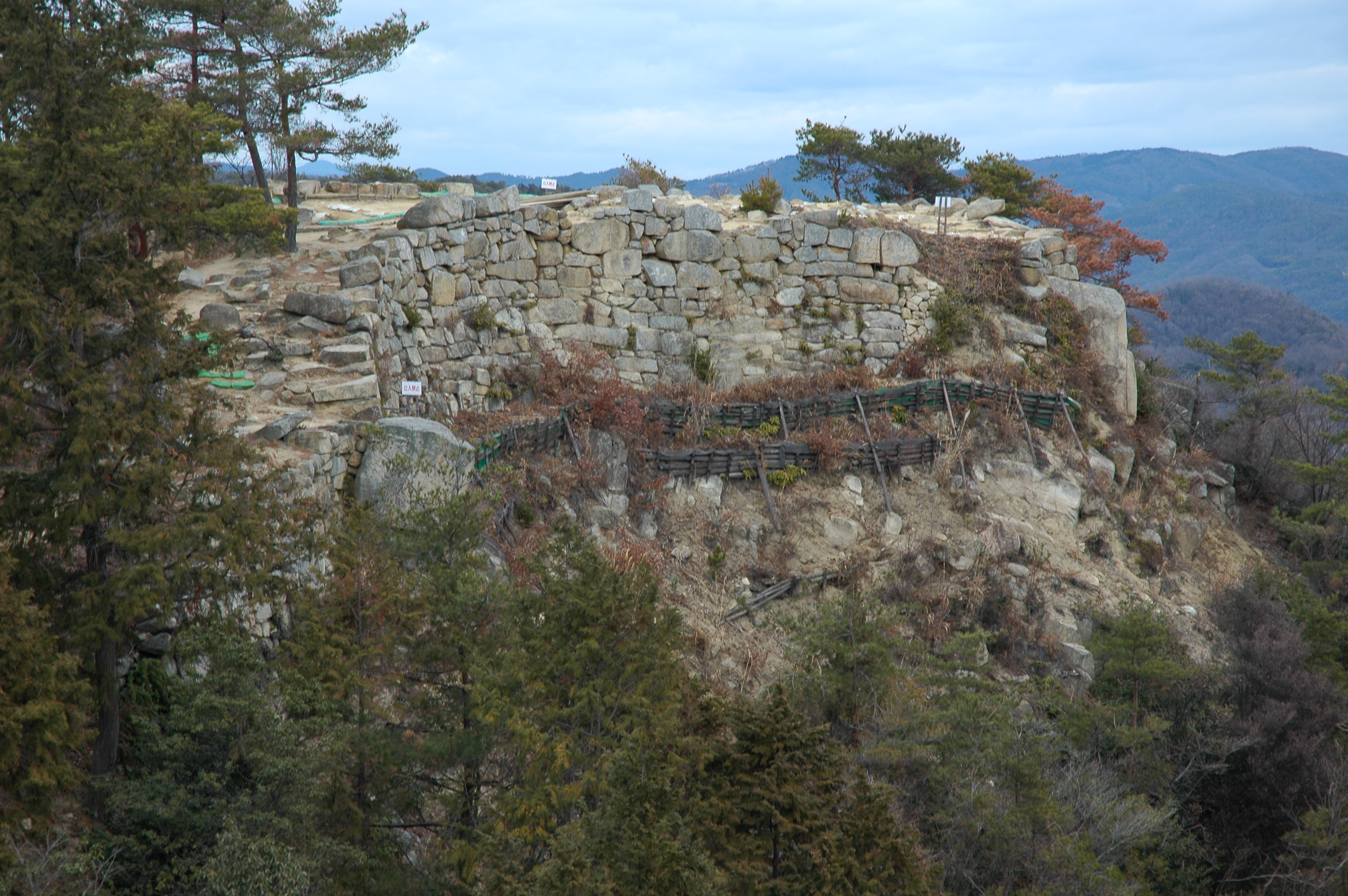
鬼之城遺跡

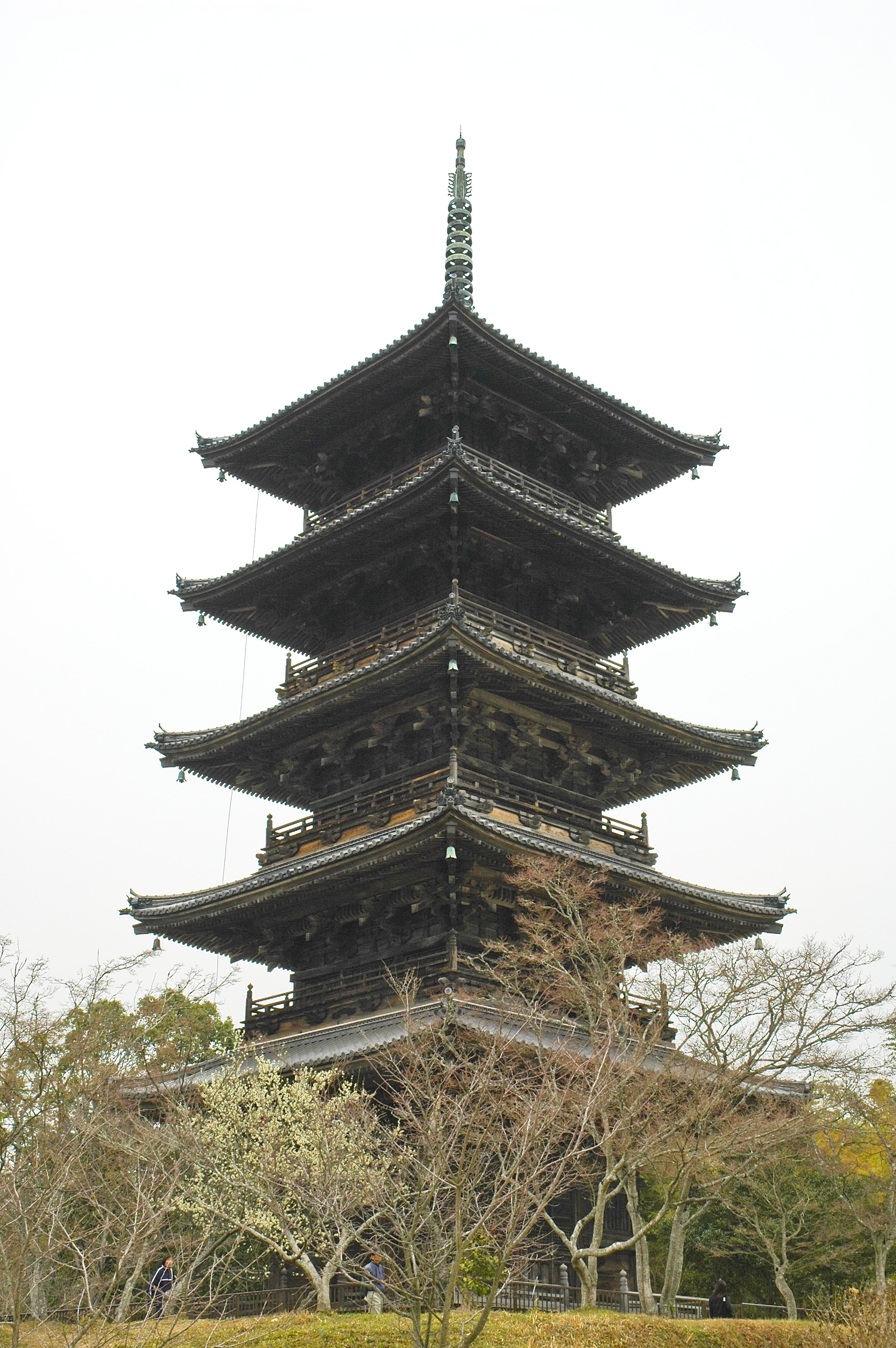
備中國分寺的五層塔

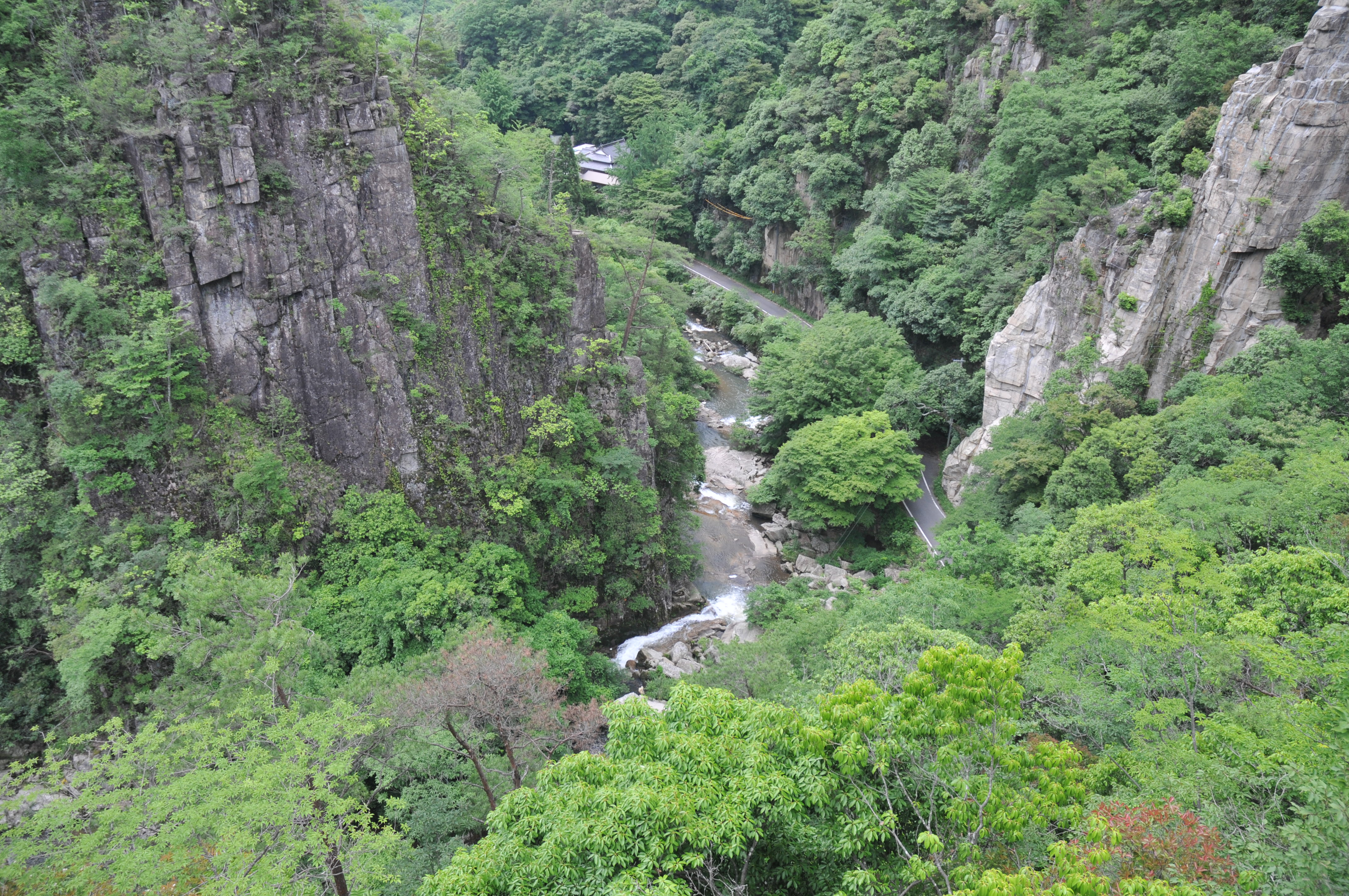
豪溪

### 景點
- 鬼之城
- 備中國分寺
- 寶福寺
- 作山古墳
- 豪溪
- 雪舟誕生地

### 祭典、活動
- 備中神樂
- 鬼ヶ辻（毎年2月第2個星期六）
- 總社市民祭 雪舟慶典（毎年8月第1個星期六）
- 清音清流祭

## 教育
大學
- 岡山縣立大學

高等學校
- 岡山縣立總社高等學校
- 岡山縣立總社南高等學校

## 姊妹、友好都市

### 日本
- 茅野市（長野縣）
- 雪舟高峰會
  - 参加行政區劃：總社市、芳井町（現已併入井原市）、山口縣山口市、島根縣益田市、福岡縣川崎町、大分縣大野町（現已合併為豐後大野市）

## 本地出身之名人
- 橋本龍太郎：前內閣總理大臣，出生於東京，但因為出身於總社市的家族，參選總社市的眾議員選區，自稱出身於此，並在當選議員後長期居住於此。
- 清水宗治：戰國時代的武將，毛利家臣，備中國高松城主。
- 雪舟：室町時代的漢畫畫家

## 外部連結
- （日語） 總社市、山手村、清音村合併協議會 （页面存档备份，存于）